# Progressione del record mondiale dell'ora maschile

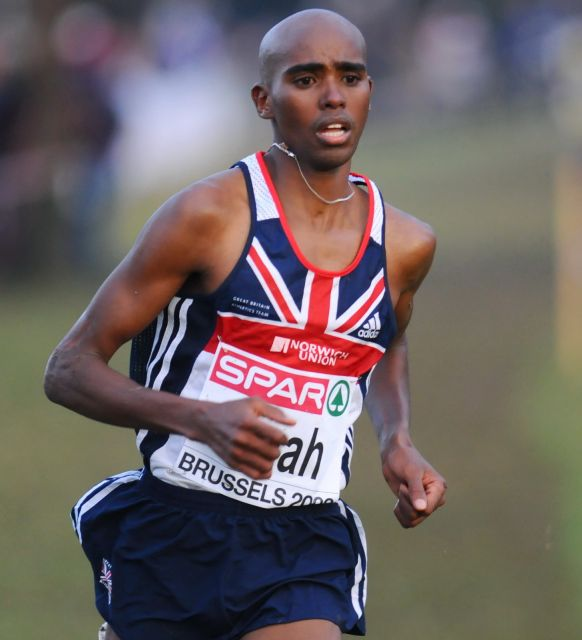
Mo Farah, detentore del record mondiale della specialità

La voce seguente illustra la progressione del record mondiale dell'ora maschile di atletica leggera.
Il record dell'ora è un evento nel quale un atleta tenta di coprire la maggior distanza possibile nell'arco di un'ora. L'evento ha una storia lunga, con le prime corse che si registrano sin dal tardo XVII secolo. Sebbene le corse di un'ora siano ufficialmente riconosciute dalla World Athletics come evento su pista, si svolgono raramente competizioni, con l'eccezione di occasionali tentativi di record mondiali.
Il primo record mondiale maschile venne riconosciuto dalla federazione internazionale di atletica leggera nel 1912, quando venne ratificato il primato di Alfred Shrubb datato 1904. Il primo atleta che riuscì a correre più di 20 km in un'ora è stato Emil Zátopek nel settembre 1951, mentre il primo atleta capace di percorrere una distanza superiore ai 21 km è stato il messicano Arturo Barrios nel 1991. Ad oggi, la World Athletics ha ratificato ufficialmente 15 record mondiali di specialità.

## Progressione
| Distanza | Atleta             | Nazione        | Luogo                          | Data              | Note |
| -------- | ------------------ | -------------- | ------------------------------ | ----------------- | ---- |
| 18742 m  | Alfred Shrubb      | Regno Unito    | Glasgow, Regno Unito           | 5 novembre 1904   |      |
| 19021 m  | Jean Bouin         | Francia        | Stoccolma, Svezia              | 6 luglio 1913     |      |
| 19210 m  | Paavo Nurmi        | Finlandia      | Berlino, Germania              | 7 ottobre 1928    |      |
| 19339 m  | Viljo Heino        | Finlandia      | Turku, Finlandia               | 30 settembre 1945 |      |
| 19558 m  | Emil Zátopek       | Cecoslovacchia | Praga, Cecoslovacchia          | 15 settembre 1951 | +    |
| 20052 m  | Emil Zátopek       | Cecoslovacchia | Stará Boleslav, Cecoslovacchia | 29 settembre 1951 |      |
| 20190 m  | Bill Baillie       | Nuova Zelanda  | Auckland, Nuova Zelanda        | 24 agosto 1963    |      |
| 20232 m  | Ron Clarke         | Australia      | Geelong, Australia             | 27 ottobre 1965   |      |
| 20644 m  | Gaston Roelants    | Belgio         | Lovanio, Belgio                | 28 ottobre 1966   |      |
| 20784 m  | Gaston Roelants    | Belgio         | Bruxelles, Belgio              | 20 settembre 1972 |      |
| 20907 m  | Jos Hermens        | Paesi Bassi    | Papendal, Paesi Bassi          | 28 settembre 1975 |      |
| 20944 m  | Jos Hermens        | Paesi Bassi    | Papendal, Paesi Bassi          | 1º maggio 1976    |      |
| 21101 m  | Arturo Barrios     | Messico        | La Flèche, Francia             | 30 marzo 1991     |      |
| 21285 m  | Haile Gebrselassie | Etiopia        | Ostrava, Repubblica Ceca       | 27 giugno 2007    |      |
| 21330 m  | Mo Farah           | Regno Unito    | Bruxelles, Belgio              | 4 settembre 2020  |      |